# Benzo(c)cinnoline
La benzo[c]cinnoline est un composé organique tricyclique qui consiste en un cycle benzène fusionné sur la cinnoline de telle façon que la benzo[c]cinnoline résultante possède deux plans de symétrie σv, l'un dans le plan de la molécule, l'autre parallèle à l'axe C2 et passant par le milieu de la liaison azote-azote. Le groupe de symétrie de la benzo[c]cinnoline est C2v. Elle peut être vue aussi comme un squelette moléculaire phénanthrène dans lequel les deux atomes de carbone 5 et 6 ont été remplacés par deux atomes d'azote. C'est également un ligand bidente qui peut former de nombreux complexes comme C12H8N2Fe2(CO)6

## Synthèse
La benzo[c]cinnoline peut être synthétisée par photolyse du 2,2′-diazidobiphényle.